# France Bleu
'France Bleu é uma cadeia de rádios locais públicas francesa pertencente ao grupo Radio France que é composta por France Inter, France Info, France Culture, France Bleu e France Musique.
A France Bleu é composta por 44 estações locais de caracter generalista e que pelas suas características pode ser comparada à cadeia de televisão France 3.

## História
Tradicionalmente chamava-se « Radio-France » seguido no nome da região, ex: « Radio-France Pays de Savoie ». À sua criação era, e é, fundamentalmente dedicada aos seniores com uma mistura de programas musicais bem determinados e o serviço informativo da France Inter